# Wawrzyniec Augustyn Sutor
Wawrzyniec Augustyn Sutor, (ur. 15 kwietnia 1837 w Wysokiej k. Jordanowa, zm. 4 października 1907 w Šarišský Štiavnik, Słowacja) – polski ksiądz, literat, miłośnik Tatr, członek Towarzystwa Tatrzańskiego.
Od 1881 przeor klasztoru Augustianów w Krakowie, a w latach 1891-1904 komisarz generalny zakonu augustiańskiego w Polsce.
W latach 1874–1904 członek zarządu głównego Towarzystwa Tatrzańskiego.
Siostrzeniec ks. Józefa Stolarczyka.

## Twórczość
- Życie pasterskie w Tatrach, 1876
- Krótki przewodnik do Zakopanego i po Tatrach, 1878

- Vita et miracula beati Isaiae Boneri, 1885

- Catalogus scriptorum et historicorum, qui de beato Isaia Bonero – bibliografia bł. Izajasza Bonera (ca 1399-1471), 1885

- Dowody oddawania czci od niepamiętnych czasów jako błogosławionemu słudze Bożemu Izajaszowi Bonerowi, kapłanowi zakonu Pustelników św. Augustyna w Krakowie, 1891